# Фрама
Фрама (грч. Φράμα) је приморско насељено место у општини Касандра у периферији Средишња Македонија, Грчка. Према попису из 2021. године било је 17 становника.
Фрама се води као посебно насеље од 2002. године.